# Kathedrale der Geburt des Herrn (Chișinău)

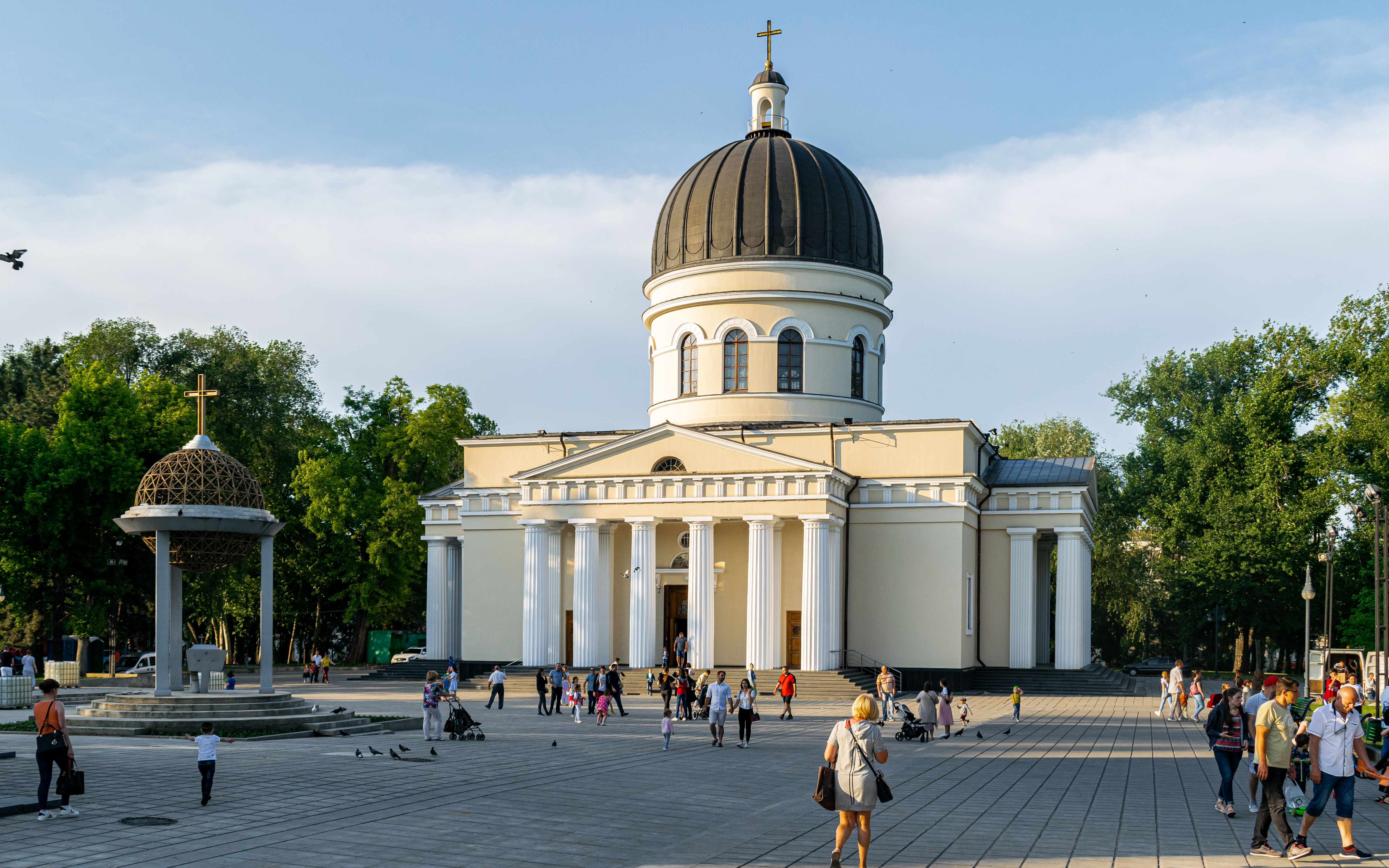
Kathedrale der Geburt des Herrn

Die Kathedrale der Geburt des Herrn (rumänisch Catedrala Nașterea Domnului; russisch Собор Рождества Христова) ist ein Kirchengebäude in der moldauischen Hauptstadt Chișinău. Sie ist der Metropolitansitz der Moldauisch-Orthodoxen Kirche.

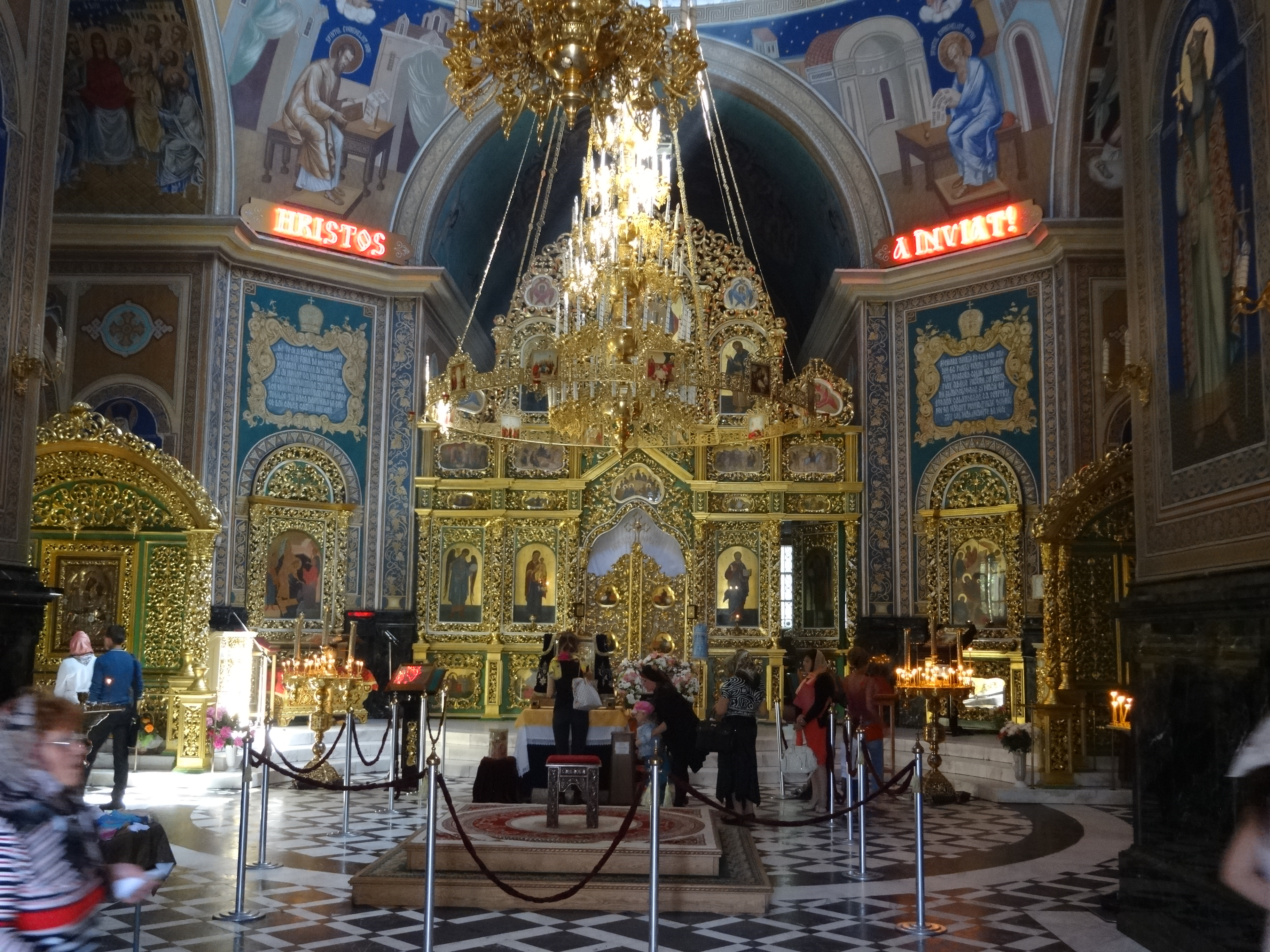
In der Kathedrale

## Geschichte
Die Kathedrale wurde in den Jahren 1830 bis 1836 als wichtigster Kirchenbau der Stadt auf Initiative des Metropoliten von Bessarabien Gavril Bănulescu-Bodoni erbaut. Nach anfänglichen Plänen des 1831 verstorbenen Peter Speeth übernahm der Architekt Avraam Melnikov (1784–1854) die Bauausführung. Die Kathedrale wurde am 13. Oktober 1838 geweiht.
Im Juni 1941 wurde sie stark von der Bombardierung des Zweiten Weltkriegs betroffen. Die Restaurierung begann im September des darauffolgenden Jahres. An der Wiederherstellung der Wandmalereien war der rumänische Künstler Jean Alexandru Steriadi beteiligt. Abgeschlossen wurde die Restaurierung erst in den 1950er Jahren.
In der Nacht vom 22. auf den 23. Dezember 1962 wurde im Auftrag der Stadtverwaltung von Chișinău der Glockenturm gesprengt. Im Gebäude der Kathedrale fanden nun keine Gottesdienste mehr statt, stattdessen wurde es als Ausstellungshalle des Ministeriums für Kultur der Moldauischen SSR genutzt.
Die Rückwidmung als Sakralbau erfolgte in den Jahren 1989 bis 1991. Es begannen umfangreiche Restaurierungsarbeiten. Am 3. November 1995 unterzeichnete Staatspräsident Mircea Ion Snegur ein Dekret zur Beschleunigung der Bauarbeiten am Gebäude, die zum Großteil 1996 abgeschlossen wurden. Im selben Jahr wurde der Grundstein für einen neuen Glockenturm gelegt, der 1997 fertiggestellt wurde. Er unterscheidet sich etwas von jenem, der 1962 gesprengt wurde. Die Restaurierung der Innenausstattung der Kathedrale ist noch nicht abgeschlossen.

## Lage und Architektur

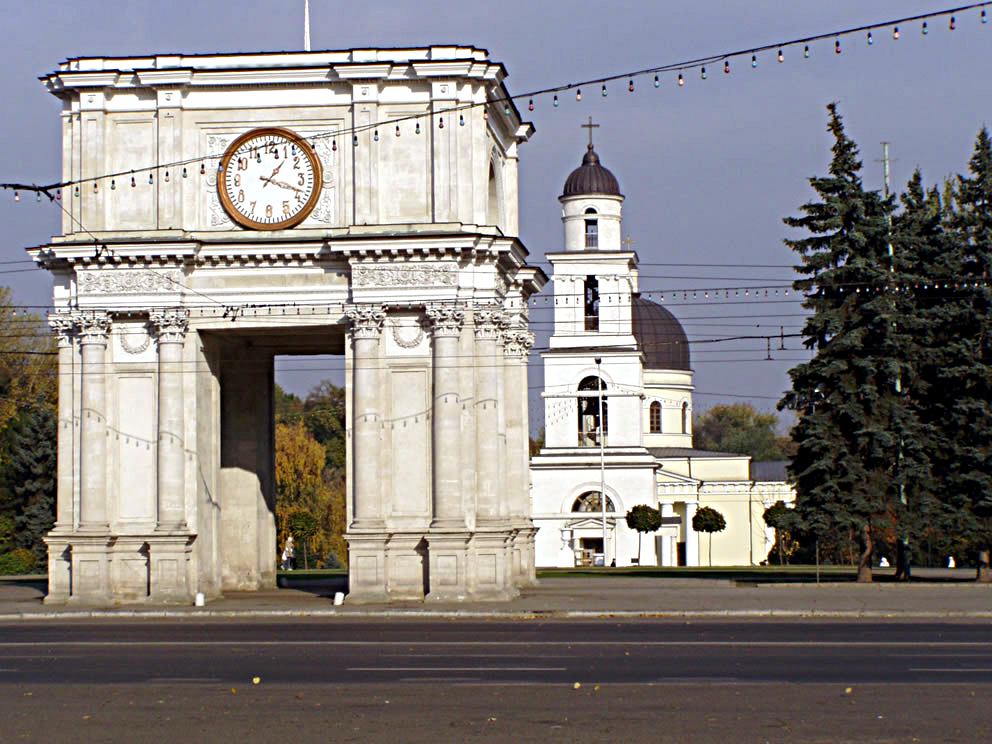
Triumphbogen und Glockenturm vor der Kathedrale

Die Kathedrale im Stadtbezirk Buiucani liegt auf einer Achse mit dem wenig später errichteten Triumphbogen von Chișinău, der ein vorgelagertes Tor zum Kirchengebäude bildet. Bei der Kirche befindet sich der Parcul Catedralei, der „Kathedralenpark“.
Die Kathedrale ist im Stil des russischen Klassizismus aus Stein und Ziegel erbaut. An den vier Außenwänden befinden sich jeweils Säulengänge. Die Wandflächen sind hellgelb, Säulen und Zierleisten weiß verputzt. Der Glockenturm ist dem Gebäude vorgelagert. In die Tambour-Kuppel, die ihre jetzige halbkugelförmige Gestalt erst bei der Restaurierung in den 1950er Jahren erhielt, dringt durch acht hohe Fenster Licht.
In der Kirche befinden sich drei Altäre, wobei der Hauptaltar der Geburt Christi geweiht ist.